# NBA Development League Rookie of the Year Award
National Basketball Association Development League Rookie of the Year – jest nagrodą NBA Development League (NBADL) przyznawaną corocznie najlepszemu debiutantowi sezonu. Jest przyznawana od sezonu 2001/02. W latach 2001–2005 liga nazywała się National Basketball Development League (NBDL). Przed rozpoczęciem sezonu 2005/06 jej nazwa została zmieniona na NBA Development League, aby lepiej uwidocznić jej powiązanie z ligą NBA. Służy ona bowiem NBA, jako liga do rozwoju młodych zawodników.
Na najlepszego debiutanta głosują trenerzy wszystkich zespołów ligi. Zwycięzca otrzymuje statuetkę w trakcie rozgrywek play-off.
Pierwszym debiutantem roku został Fred House z North Charleston Lowgators. Notował średnio 13,4 punktu, 4,5 zbiórki oraz 2,5 przechwytu. Uwzględniając pozycje, na których występują zawodnicy, obrońcy sięgali po nagrodę dla najlepszego debiutanta sześciokrotnie, natomiast skrzydłowi – pięciokrotnie. Do tej pory nie uzyskał jej żaden środkowy.

## Laureaci

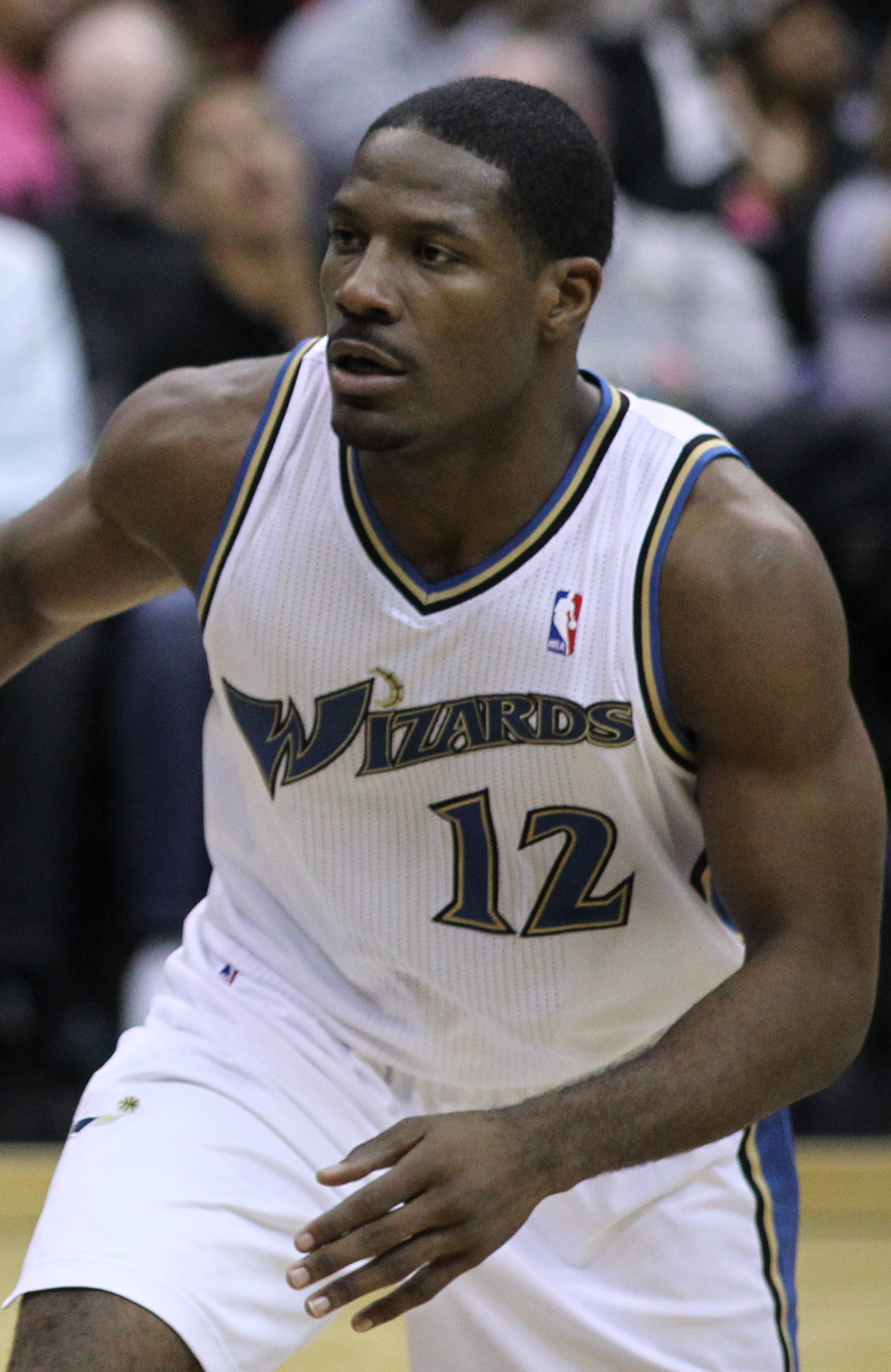
Othyus Jeffers został uhonorowany nagrodą w 2009 roku, jako zawodnik Iowa Energy.

| Sezon   | Zawodnik           | Pozycja    | Nar.                          | Zespół                     |
| ------- | ------------------ | ---------- | ----------------------------- | -------------------------- |
| 2001/02 | Fred House         | obrońca    | Stany Zjednoczone             | North Charleston Lowgators |
| 2002/03 | Devin Brown        | obrońca    | Stany Zjednoczone             | Fayetteville Patriots      |
| 2003/04 | Desmond Penigar    | skrzydłowy | Stany Zjednoczone             | Asheville Altitude         |
| 2004/05 | James Thomas       | skrzydłowy | Stany Zjednoczone             | Roanoke Dazzle             |
| 2005/06 | Will Bynum         | obrońca    | Stany Zjednoczone             | Roanoke Dazzle             |
| 2006/07 | Louis Amundson     | skrzydłowy | Stany Zjednoczone             | Colorado 14ers             |
| 2007/08 | Blake Ahearn       | obrońca    | Stany Zjednoczone             | Dakota Wizards             |
| 2008/09 | Othyus Jeffers     | obrońca    | Stany Zjednoczone             | Iowa Energy                |
| 2009/10 | Alonzo Gee         | obrońca    | Stany Zjednoczone             | Austin Toros               |
| 2010/11 | DeShawn Sims       | skrzydłowy | Stany Zjednoczone             | Maine Red Claws            |
| 2011/12 | Edwin Ubiles       | skrzydłowy | Portoryko                     | Dakota Wizards             |
| 2012/13 | Tony Mitchell      | skrzydłowy | Stany Zjednoczone             | Fort Wayne Mad Ants        |
| 2013/14 | Robert Covington   | skrzydłowy | Stany Zjednoczone             | Rio Grande Valley Vipers   |
| 2014/15 | Tim Frazier        | obrońca    | Stany Zjednoczone             | Maine Red Claws            |
| 2015/16 | Quinn Cook         | obrońca    | Stany Zjednoczone             | Canton Charge              |
| 2016/17 | Abdel Nader        | skrzydłowy | Stany Zjednoczone             | Maine Red Claws            |
| 2017–18 | Antonio Blakeney   | obrońca    | Stany Zjednoczone             | Windy City Bulls           |
| 2018–19 | Ángel Delgado      | środkowy   | Dominikana                    | Agua Caliente Clippers     |
| 2019–20 | Tremont Waters     | obrońca    | Stany Zjednoczone             | Maine Red Claws            |
| 2020–21 | Paul Reed          | skrzydłowy | Stany Zjednoczone             | Delaware Blue Coats        |
| 2021–22 | Mac McClung        | obrońca    | Stany Zjednoczone             | South Bay Lakers           |
| 2022–23 | Kenneth Lofton Jr. | skrzydłowy | Stany Zjednoczone             | Memphis Hustle             |
| 2023–24 | Oscar Tshiebwe     | środkowy   | Demokratyczna Republika Konga | Indiana Mad Ants           |